# Jacqueline de la Roche
Jacqueline de la Roche fue la última heredera de la familia de la Roche que había gobernado el Ducado de Atenas desde 1204 hasta 1308. Era la hija y heredera de Renaud de la Roche. Fue la baronesa de Veligosti y Damala por derecho propio hasta su matrimonio con Martino Zaccaria, Señor de Quios.
Cuando Martino fue capturado y llevado a Constantinopla por Andrónico III Paleólogo en 1329, Jacqueline fue puesta en libertad junto con sus hijos, «y todo lo que podía llevar». Fue la madre de Bartolommeo, marqués de Bodonitsa y de Centurión I.